# Anderson (football, 1980)
Pour les articles homonymes, voir Anderson et Beraldo.
Anderson Cléber Beraldo, plus connu sous le nom de Anderson (ou Cléber Anderson), est un footballeur brésilien né le 27 avril 1980 à São Paulo. Il joue au poste de défenseur central entre 2001 et 2013.

## Biographie

### Parcours en club
Le 23 août 2007, il s'est engagé officiellement avec le club de l'Olympique lyonnais pour 4 ans (4,8 M€), afin de remplacer Cris blessé. 
Anderson fait sa première apparition en Ligue 1 le 15 septembre 2007 face au FC Metz (Victoire de l'OL 5-1). Il inscrit son premier but avec l'Olympique lyonnais contre Bordeaux le 7 octobre 2007 (Victoire de l'OL 3-1).
Peu de temps avant le retour en forme de Cris il se blesse lors d'un choc avec Tulio de Melo ce qui lui vaut un éloignement des terrains jusqu'à la fin de la saison.
Au début de la saison 2008-2009, il est prêté pour une année au club brésilien du São Paulo FC.
En janvier 2009, il est prêté au club de Cruzeiro EC. Il est de retour à Lyon pour la saison 2009-2010 mais faute de n'avoir disputé aucun match, le 19 août 2010 il quitte l'OL après un accord à l'amiable pour la résiliation de son contrat.
En janvier 2011, après être resté plusieurs mois sans club, il s'est engagé avec l'Esporte Clube Santo André qui vient d'être relégué en Série C, c'est-à-dire la troisième division brésilienne.

### Parcours en sélection
Anderson compte une sélection en équipe du Brésil. Sa sélection a eu lieu lors du match contre le Guatemala en 2005 (victoire du Brésil 3-0), où il a inscrit le premier but du match à la 4e minute.

## Carrière
- 2000 - 2005 : SC Corinthians ( Brésil)
- 2005 - janvier 2007 : Benfica Lisbonne ( Portugal)
- janvier 2007 - aout 2007 : Cruzeiro EC ( Brésil) (prêt)
- aout 2007 - 2008 : Olympique lyonnais ( France)
- 2008 - janvier 2009 : São Paulo FC ( Brésil) (prêt)
- janvier 2009 - 2009 : Cruzeiro EC ( Brésil) (prêt)
- 2009 - 2010 : Olympique lyonnais ( France)[5],[6]

## Palmarès
- Mondial des clubs FIFA en 2000 avec le SC Corinthians
- Champion de l'État de São Paulo en 2001 avec le SC Corinthians
- Tournoi Rio-São Paulo en 2002 avec le SC Corinthians
- Coupe du Brésil en 2002 avec le SC Corinthians
- Champion du Portugal en 2005 avec le Benfica.
- Champion de France en 2008 avec l'Olympique lyonnais.
- Champion du Brésil en 2008 avec le São Paulo FC.
- Vainqueur de la Coupe de France en 2008